# Vesliana
Vesliana (en rus: Весляна) és un poble de la República de Komi, a Rússia, segons el cens del 2010 tenia 24 habitants.